# Jean and the Waif
Jean and the Waif è un cortometraggio muto del 1910 diretto da Larry Trimble, un film che ha tra i suoi interpreti Jean the Dog, la cagna del regista, una border collie, una delle prime star canine della storia del cinema.

## Produzione
Il film fu prodotto dalla Vitagraph Company of America.

## Distribuzione
Distribuito dalla General Film Company, il film - un cortometraggio in una bobina - uscì nelle sale cinematografiche statunitensi il 24 dicembre 1910.